# Donald Thomas Anderson
Donald Thomas Anderson AO (* 29. Dezember 1939 in Eton (Berkshire)) ist ein britischer Entwicklungsbiologe und Zoologe.
Anderson war Lecturer am King’s College London und Challis Professor für Biologie an der University of Sydney.
Anderson befasste sich bis 1974 mit Embryologie von Wirbellosen (zum Beispiel Ringelwürmer, Stummelfüßer, Fluginsekten, Kiemenfußkrebse, Rankenfußkrebse), wobei er sich eines funktionalen Zugangs bediente und erstmals das Konzept der Schicksalskarten (fate maps) in der Entwicklungsbiologie auf Wirbellose anwandte. Ein Ergebnis war, dass die Arthropoden verschiedene Stammeslinien umfassen. Außerdem untersuchte er Reproduktion und Entwicklung von Wirbellosen in Australasien. 1974 bis 1994 befasste er sich mit Rankenfußkrebsen, worüber er 1994 eine Monographie veröffentlichte.
1991 war er einer der Ersten, die die Alexander-Kowalewski-Medaille erhielten. Er ist seit 1977 Fellow der Royal Society. 1984 wurde er zum Officer des Order of Australia ernannt.

## Schriften (Auswahl)
- Atlas of invertebrate anatomy, UNSW Press, 1996, ISBN 978-0-86840-207-9
- Barnacles: structure, function, development and evolution, Springer, 1994, ISBN 9780412444203
- Embryology and phylogeny in annelids and arthropods, Pergamon Press, 1973, ISBN 978-0-08-017069-5
- als Herausgeber: Invertebrate zoology, Oxford University Press, 1998, ISBN 978-0-19-553941-7